# 2000 في الكويت

## المناصب
- أمير الدولة: جابر الأحمد الصباح
- رئيس الوزراء وولي العهد: سعد العبد الله السالم الصباح

## مواليد
- طلال باسم - ممثل

## وفيات
- محمد حمد البراك - سياسي.
- مطلق الشليمي - سياسي.
- كاظم القلاف - ممثل.